# دزیانیس خرامیانکو
دزیانیس خرامیانکو (به انگلیسی: Dzianis Khramiankou؛ زادهٔ ۱۰ ژوئیهٔ ۱۹۹۶) یک کشتی‌گیر آزادکار اهل کشور بلاروس است. وی سابقه حضور در المپیک ۲۰۲۰ توکیو را دارد.